# Phorocardius yanagiharae
Phorocardius manuleatus (лат.) — вид жуков-щелкунов из подсемейства Cardiophorinae (Elateridae).

## Распространение
Юго-Восточная Азия: Тайвань (Китай).

## Описание
Длина тела 7—9 мм. Покровы от красно-коричневого до коричневого на всем протяжении, ноги и усики от жёлто-коричневого до коричневого; переднеспинка и брюшка немного темнее надкрылий. Покровы матовые, со светло-жёлтым опушением. Переднегрудь: прококсальные полости открыты. Птероторакс: скутеллярный диск с заостренным задним краем. Коготок лапок с вентральной вершиной не меньше дорсальной. Гениталии самца: парамер с предвершинным латеральным расширением, без апикального мезального каллуса. Самка неизвестна.
Переднеспинка с боковым килем, не доходящим до переднего края, скрытым при виде сверху выступающим краем дорсальной части переднеспинки (= субмаргинальная линия); прококсальные полости открытые.